# Ripon College (Wisconsin)

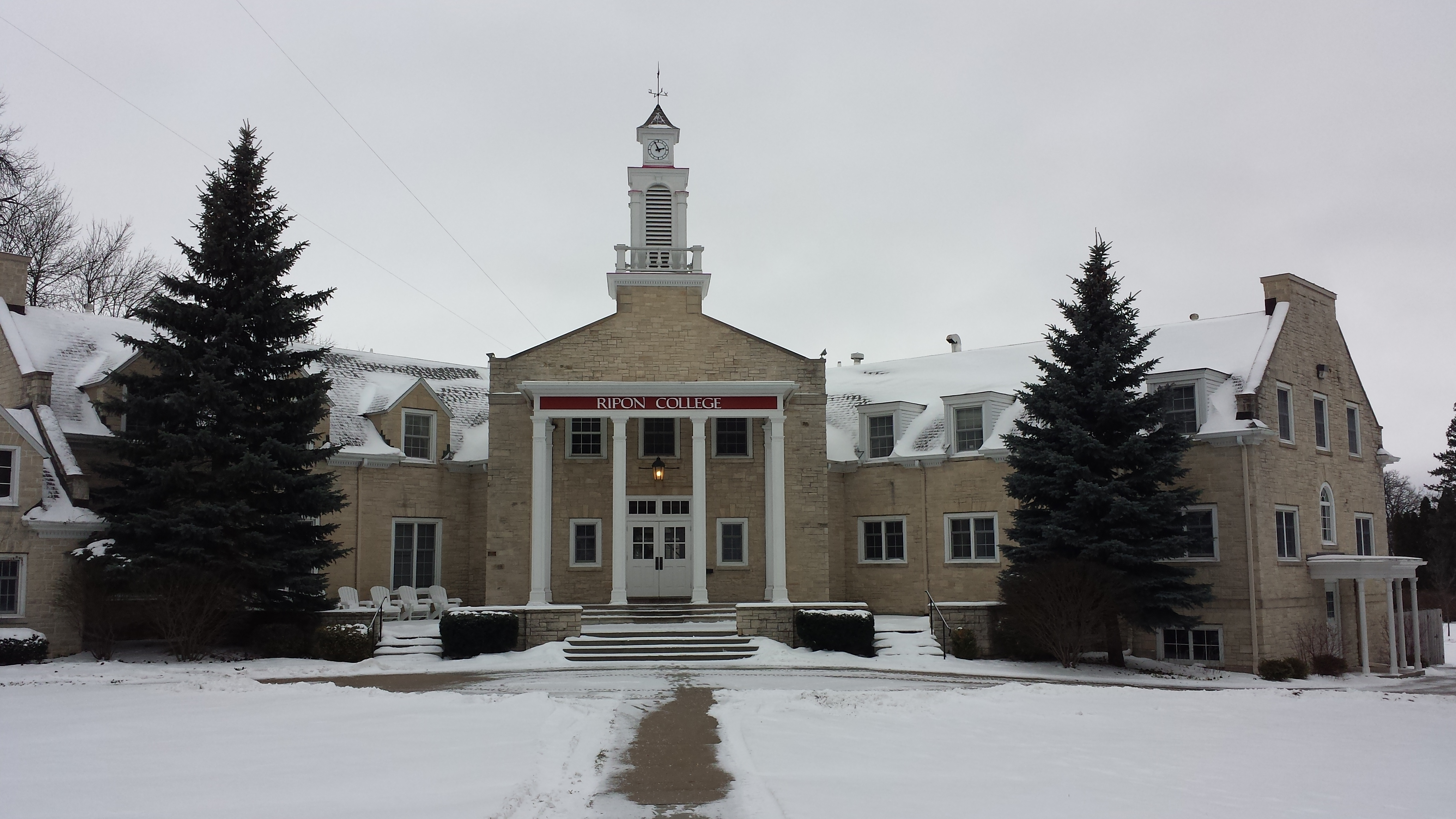
Ripon College

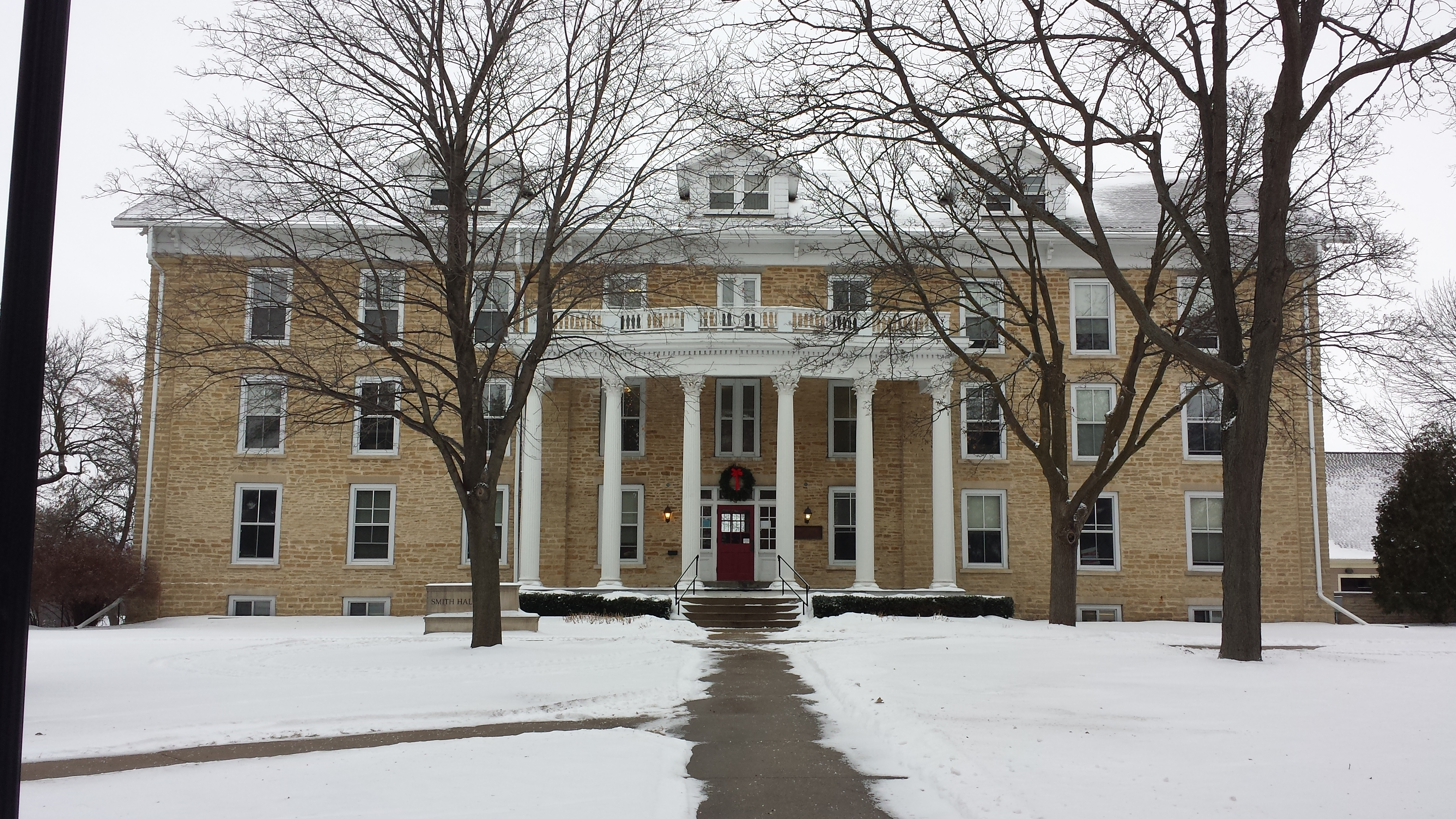
Smith Hall im Ripon College

Das Ripon College ist eine private Hochschule für freie Künste in Ripon, Wisconsin.
Es wurde als  Brockway College im Januar 1851 gegründet und 1864 in Ripon College umbenannt. Die drei ersten Gebäude, East Hall, Smith Hall und West Hall stehen unter Denkmalschutz im National Register of Historic Places.

## Zahlen zu den Studierenden und den Dozenten
Im Herbst 2020 waren 816 Studierende am College eingeschrieben, die alle ihren ersten Studienabschluss anstrebten und die damit undergraduates waren. 53 % waren weiblich und 47 % männlich; 2 % bezeichneten sich als asiatisch, 3 % als schwarz/afroamerikanisch, 10 % als Hispanic/Latino und 79 % als weiß. Es lehrten 72 Dozenten am College, davon 52 in Vollzeit und 20 in Teilzeit.
Im Herbst 2018 waren rund 800 Studierende am Ripon College angemeldet, von denen die meisten auf dem Campus lebten. Sie kamen aus 14 Nationen und 33 Staaten.

## Persönlichkeiten
Zu den Persönlichkeiten, die am Ripon College studiert haben, zählen:
- Harrison Ford (* 1942), Schauspieler (Indiana Jones), studierte ab 1960 am Ripon College
- Al Jarreau (1940–2017), Jazzsänger und Songschreiber, war von 1958 bis 1962 am Ripon College und erhielt 1962 einen Bachelorabschluss in Psychologie[5]
- Frances Lee McCain (* 1944), Schauspielerin
- Diane Quon (* 1958 oder 1959), Filmproduzentin[6]
- Spencer Tracy (1900–1967), Schauspieler, begann 1921 ein Studium am Ripon College mit dem Ziel eines medizinischen Abschlusses, trat in Ripon erstmals als Schauspieler auf und zog 1922 nach New York[7]